# Killyleagh
Killyleagh is een plaats in het Noord-Ierse County Down, gelegen aan de kustlijn van Strangford Lough.
Killyleagh telt 2.490 inwoners. Van de bevolking is 60,4% protestant en 37,8% katholiek.

## Geboren
- Hans Sloane (1660-1753), Schots arts en botanicus

## Galerij

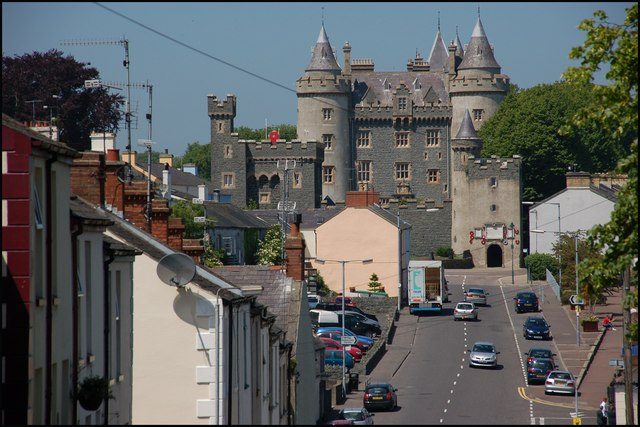
Killyleagh met uitzicht op het kasteel
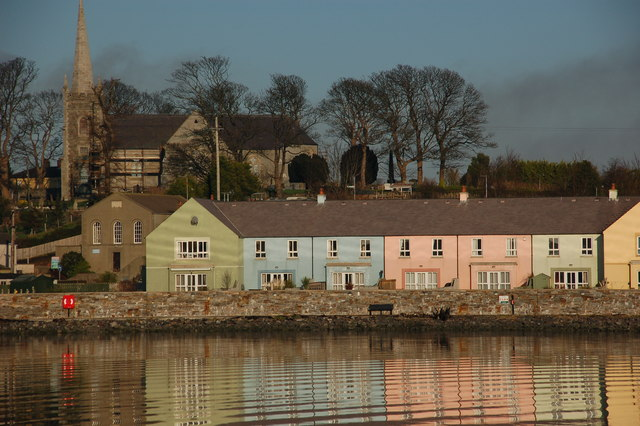
Haven van Killyleagh, met toegang tot Strangford Lough
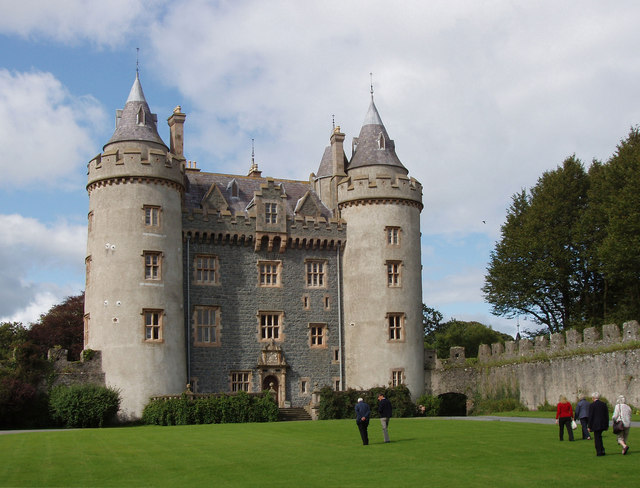
Kasteel van Killyleagh